# 11298 Gide
11298 Gide (1992 RE6) là một tiểu hành tinh vành đai chính named for André Gide (1869–1951), French author và winner thuộc Nobel Prize in literature in 1947.